# Boreotantulus kunzi
Boreotantulus kunzi är en kräftdjursart som beskrevs av Rony Huys och Geoffrey Allen Boxshall 1988. Boreotantulus kunzi ingår i släktet Boreotantulus och familjen Deoterthridae. Inga underarter finns listade i Catalogue of Life.